# Lokroi Epizephyrioi

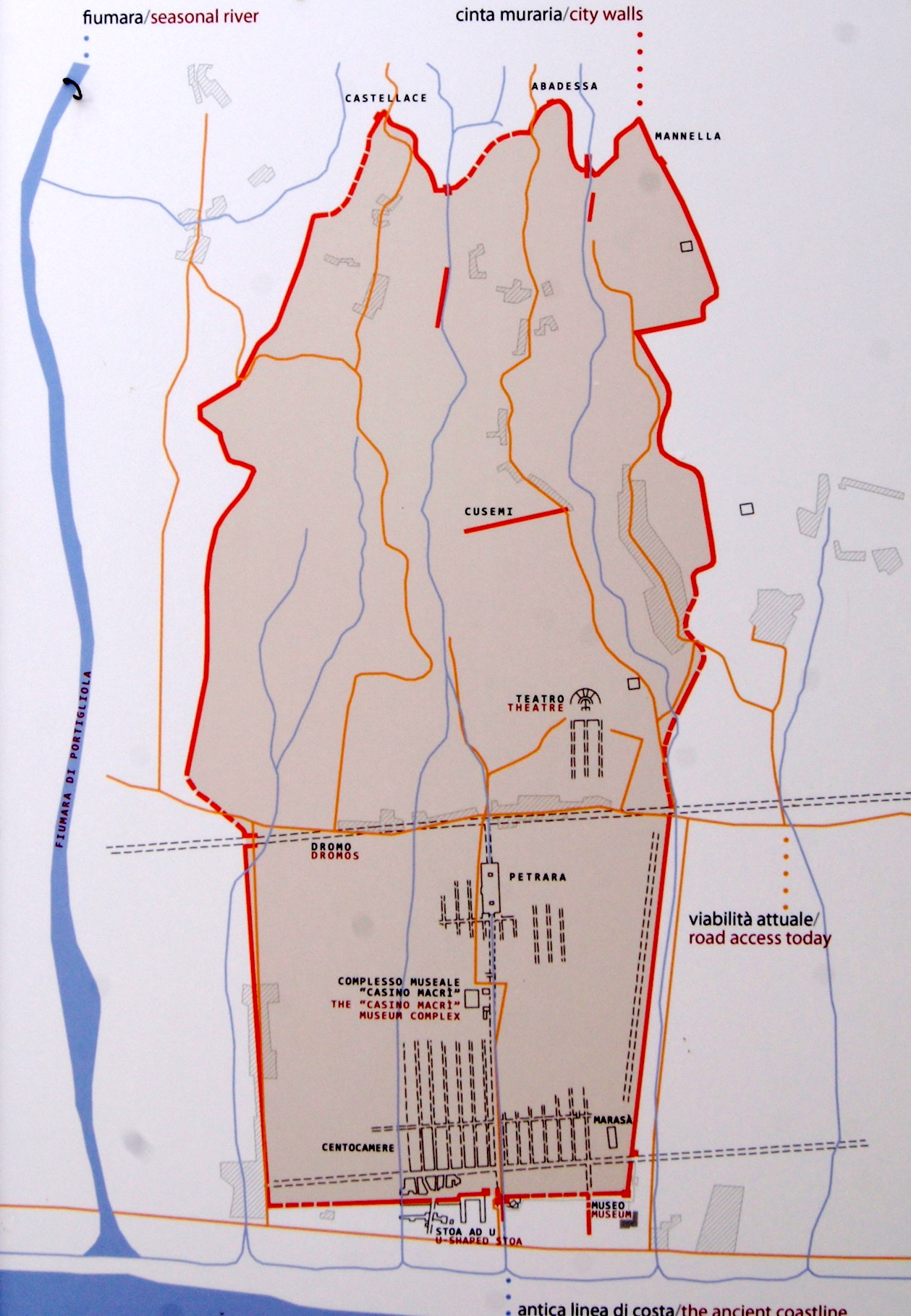
Plan von Lokroi Epizephyrioi

Lokroi Epizephyrioi (griechisch Λοκροί Ἐπιζεφύριοι, auch Λοκρίς, Lokris beziehungsweise lateinisch Locri Epizephyrii, „das westliche Lokroi“) ist eine antike griechische Stadt an der Küste des Ionischen Meeres in Kalabrien.
Die antike Stadt liegt vier Kilometer südwestlich der modernen Gemeinde Locri.

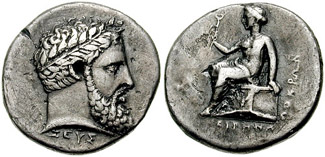
Münze von Lokroi, ca. 375 v. Chr.

## Geschichte
Die Stadt wurde 679/8 oder 673/2 v. Chr. von lokrischen Kolonisten, wohl aus der ostlokrischen Stadt Opous, mit Unterstützung Spartas und der westlokrischen Ozolae gegründet. Strabon vermutete später, dass die Ozolae die hauptsächlichen Gründer waren. Wohl noch im 7. Jahrhundert v. Chr. erhielt der Ort durch Zaleukos seine Gesetze, nach einem Jahrhundert wurde er mit einer aus großen Blöcken gefügten Stadtmauer versehen. In der Zeit um 500 v. Chr. hatte die Stadt nach archäologischen Schätzungen eine Ausdehnung von über 200 Hektar.

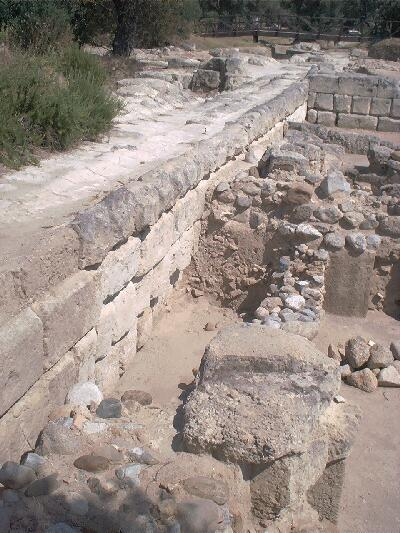
Die Hauptstraße

In den ersten beiden Jahrhunderten war Lokroi ein Verbündeter Spartas, ab dem 5. Jahrhundert v. Chr. ein Verbündeter von Syrakus. In der ersten Hälfte des 4. Jahrhunderts v. Chr. wurde Lokroi eine der wichtigsten Poleis in der Magna Graecia. 356 fand der Tyrann Dionysios II. von Syrakus Zuflucht in der Stadt und übernahm für zehn Jahre die Herrschaft. Lokroi ist die Heimat des Philosophen Timaios. Von Lokroi selbst gingen zwei Stadtgründungen (Apoikien) aus, Hipponium und Medma. In hellenistischer Zeit war die Stadt gegen das ebenfalls griechische Tarent mit Rom alliiert; allerdings kam es um 280 und um 216 zu Staseis zwischen Romfreunden und Romfeinden in der Stadt. 215 fiel die Stadt von Rom ab, wurde 205 von römischen Truppen erobert und verlor die Freiheit. Bis in die frühe Kaiserzeit stand Lokroi dennoch im Ruf, eine wohlhabende Stadt zu sein, in der griechische Kunst und Kultur gepflegt wurden. Noch in der Spätantike galt der Ort als einer der bedeutenderen in Süditalien. Nach dem Ende der Antike gehörte Lokroi lange zum byzantinischen Machtbereich. 
Durch die ab Mitte des 9. Jahrhunderts stattfindenden Sarazeneneinfälle waren die Einwohner Lokrois gezwungen, die Stadt aufzugeben und sich in den Schutz der Berge, nach Gerace, das damals noch ein Basilianerkloster war, zu flüchten. Die antike Stadt verfiel und wurde als Steinbruch genutzt. Einige Säulen des ionischen Zeustempels wurden in den dort errichteten und 1084 geweihten Bau des normannisch-romanischen Doms integriert. Das alte Lokroi hingegen verfiel.
Erst Anfang des 20. Jahrhunderts machte sich der italienische Archäologe Paolo Orsi daran, unter anderem die Überreste des Zeustempels freizulegen, nachdem die italienische Regierung Friedrich von Duhn die Grabungserlaubnis verweigert hatte. Heute sieht man die Fundamente der beiden Tempel sowie einen ionischen Säulenstumpf. Viele Fundstücke sind in der naheliegenden Sammlung untergebracht, einige im Museo Archeologico Nazionale di Reggio Calabria.

## Kulte

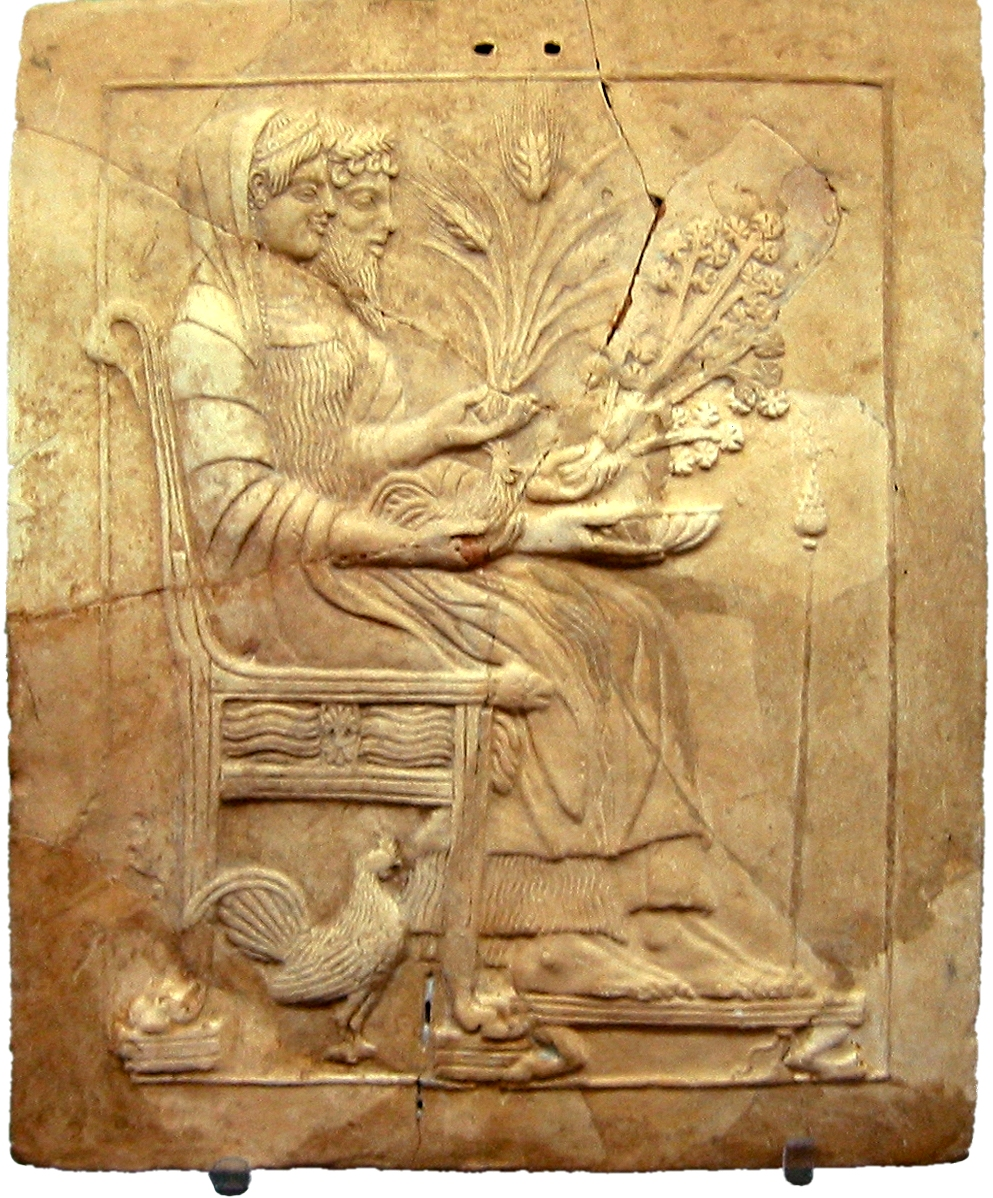
Pinax mit Persephone und Hades auf dem Thron. Gefunden im Persephoneheiligtum im Ortsteil Mannella.

Aus Lokroi stammen auch die „Lokrische Reliefs“ genannten Pinakes. Es handelt sich um kleine quadratische, bemalte Reliefs aus Ton, die als Weihgeschenke in einem Heiligtum deponiert worden waren. Ihre Entstehung und Herstellung wird in das späte 6. und das frühe 5. Jahrhundert v. Chr. datiert. Die Tafeln waren mit zwei Löchern versehen, durch die man sie mittels einer Schnur an einem Baum aufhängen konnte. Gefunden wurden sie allerdings nicht am Ort ihrer Weihung, sondern gesammelt in einer Schutthalde, in die sie nach einer gewissen Zeit verbracht worden waren (da sie nicht mehr direkt benötigt wurden, aber als geweihte Gegenstände nicht aus dem Heiligtum entnommen werden durften). Architektonische Reste eines etwaigen dazugehörigen Tempels wurden nicht gefunden, was die Deutung weiter erschwert. Diese muss sich demnach an den bildlichen Darstellungen auf den Tafeln orientieren, deren Interpretation oder Zuweisung an den Kult einer einzelnen Gottheit aber nicht eindeutig möglich ist. Viele der Reliefs lassen sich möglicherweise mit dem Mythos um Persephone oder aber mit der Göttin Aphrodite in Verbindung bringen. Besonders in der italienischen Forschung wird die Position vertreten, dass die Weihungen der lokrischen Tonreliefs in Verbindung mit sogenannten Übergangsriten stehen und sich vor allem auf die Heirat und dem damit verbundenen Übergang vom Mädchen zur Frau beziehen. Die Ausgrabungsstätte der sogenannten 100 Kammern beherbergte vermutlich die Tonwerkstätten Lokrois. Die meisten der aufgefundenen Pinakes sind im Museo Archeologico Nazionale di Reggio Calabria ausgestellt, einzelne Stücke gelangten in weitere Museen, so etwa in das Antikenmuseum der Universität Heidelberg.
In der ersten Hälfte des 5. Jahrhunderts v. Chr. entwickelte sich ein lokaler Heroenkult um den lokrischen Olympiasieger Euthymos, der auch als Flussgott verehrt wurde. Auch im Heiligtum des Euthymos wurden Votivtafeln dargebracht.

## Archäologie
Von der antiken Stadtmauer sind Reste erhalten, ebenso von mehreren Tempeln und dem außerhalb der Stadt liegenden Theater, sowie – ebenfalls außerhalb der Stadt – Nekropolen der Sikuler, Griechen und Römer, von denen einige auch größeren Umfang haben. 

### Der ionische Tempel

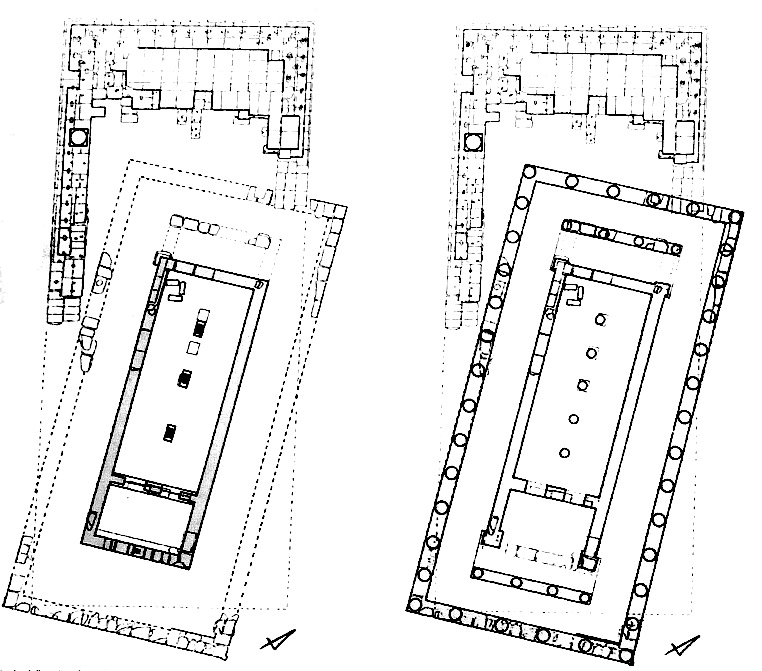
Plan des Tempels

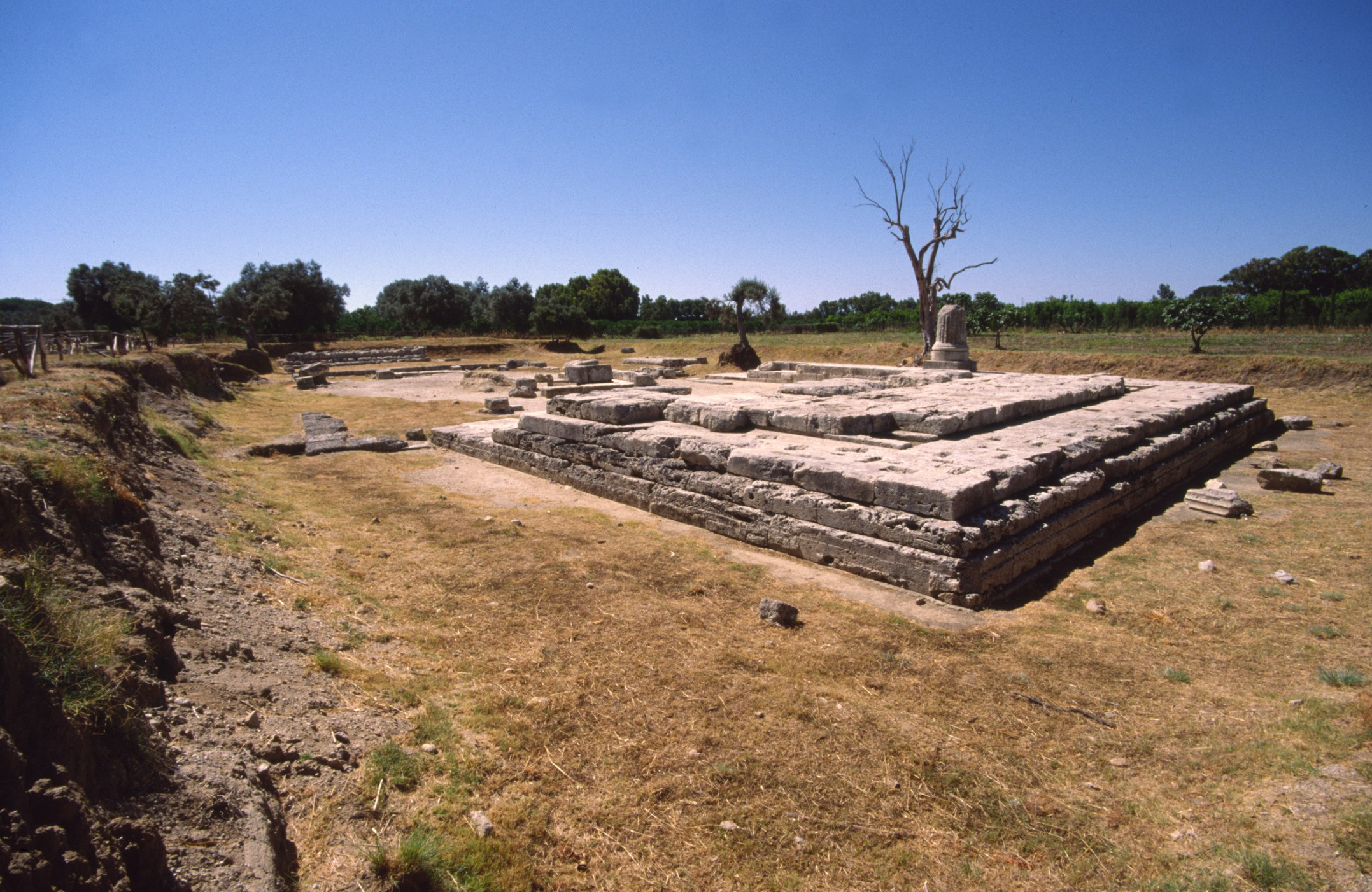
Bereich des Tempels

In der ersten Hälfte des 5. Jahrhunderts v. Chr. erneuerten die Einwohner Lokrois ihren archaischen Zeustempel im ionischen Stil. Die Architekten stammten wahrscheinlich aus dem befreundeten Syrakus, denn sie wiederholten an dem um 470 v. Chr. errichteten Tempel Lösungen, die bereits an einem Tempel in Syrakus unter dem Tyrannen Hieron I. eingesetzt wurden.
Der neue Tempel stand am gleichen Ort wie der alte, hatte jedoch eine leicht abweichende Ausrichtung. Er war 45,5 Meter lang, 19,8 Meter breit. Er hatte sechs ionische Säulen an Front und Rückseite und 17 Säulen an den Langseiten. Die Säulenhöhe betrug etwa 12 Meter. Zwischen den Anten des Pronaos standen zwei Säulen. Drei-Faszien-Architrav, Fries und Zahnschnitt bildeten das Gebälk. Die Cella war durch eine zentrale Säulenstellung in zwei Schiffe geteilt. Im Innern der Cella befand sich ein von Kalksteinplatten eingefasster Bothros, ein großes in den Boden eingelassenes Loch, das kultischen Handlungen diente. Der Tempel wurde im 11. Jahrhundert zerstört.
1959 wurde bei Ausgrabungen das Finanzarchiv des Zeustempels gefunden.

### Das Theater

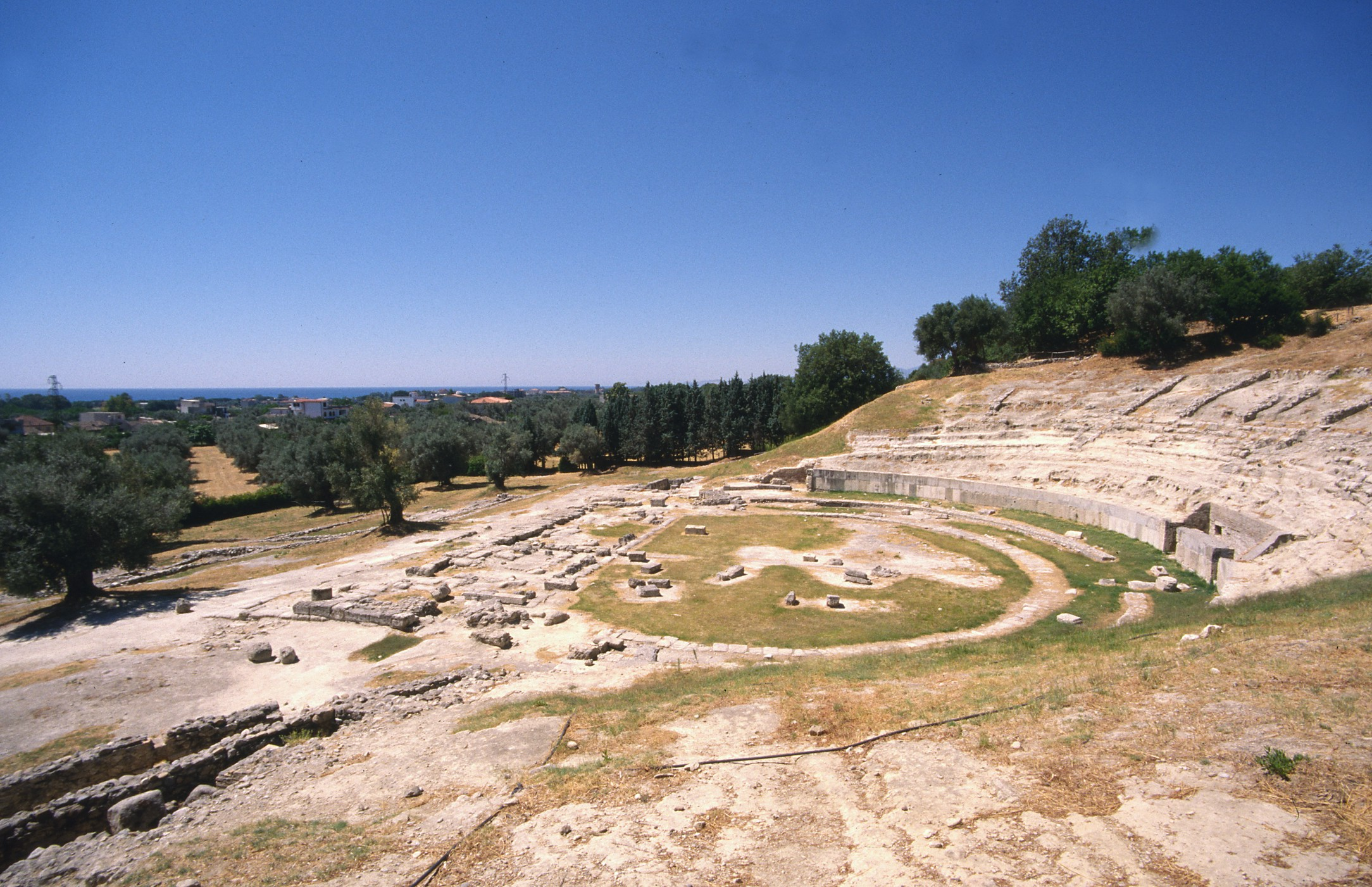
Das Theater

Das im 4. Jahrhundert v. Chr. errichtete Theater befindet sich nicht weit vom antiken Lokroi entfernt in der heutigen Contrada Pirettina. Für seine Anlage nutzte man die umgebenden Hügel, indem man die Cavea teilweise in den anstehenden Felsen einschnitt, um Anschüttungen zu vermeiden. Das Theater bot mehr als 4500 Besuchern Platz. Heute ist nur der Zentralbereich zu besichtigen.

## Söhne und Töchter der Stadt
- Doris († 367 v. Chr.), Ehefrau des Tyrannen Dionysios I. von Syrakus (um 430 v. Chr.–Frühjahr 367 v. Chr.)
- Euthymos von Lokroi, Faustkämpfer des 5. Jahrhunderts v. Chr.
- Philistion von Lokroi (um 427 v. Chr.–um 347 v. Chr.), berühmter griechischer Arzt zur Zeit Platons
- Zaleukos von Lokroi (7. Jahrhundert v. Chr.), Gesetzgeber